# Aubigny-aux-Kaisnes
Aubigny-aux-Kaisnes là một xã ở tỉnh Aisne, vùng Hauts-de-France thuộc miền bắc nước Pháp.